# Vin Santo di Carmignano Occhio di Pernice riserva
Il Vin Santo di Carmignano Occhio di Pernice riserva è un vino DOC la cui produzione è consentita nella provincia di Prato.

## Caratteristiche organolettiche
- colore: dal rosa intenso al rosa pallido
- odore: caldo intenso
- sapore: dolce, morbido, vellutato e rotondo

## Produzione
Provincia, stagione, volume in ettolitri
- nessun dato disponibile